# 梓洞線
梓洞線（チェドンせん）は、朝鮮民主主義人民共和国平安南道殷山郡にある九井駅から梓洞駅までを結ぶ鉄道路線である。

## 歴史
- 2014年10月21日 - 北朝鮮・ロシア連邦合弁の鉄道改良計画「勝利プロジェクト」による改良工事着工[1]。

## 路線データ
- 路線距離：九井～梓洞間4.4km
- 駅数：2（両端駅を含む）
- 軌間：1435mm
- 電化区間：全線（直流3000V）
- 複線区間：なし

## 概要
日本統治時代に建設された西鮮中央鉄道を原型としている。

## 駅一覧
- 駅所在地は全線平安南道殷山郡内。

| 駅名   | 駅名   | 駅名     | 駅間キロ (km) | 累計キロ (km) | 接続路線             |
| 日本語 | 朝鮮語 | 英語     | 駅間キロ (km) | 累計キロ (km) | 接続路線             |
| ------ | ------ | -------- | ------------- | ------------- | -------------------- |
| 九井駅 | 구정역 | Kujŏng   | 0.0           | 0.0           | 北朝鮮鉄道省：平徳線 |
| 梓洞駅 | 재동역 | Chaedong | 4.4           | 4.4           |                      |

## 参考資料
- 国分隼人（2007年）. 『将軍様の鉄道 北朝鮮鉄道事情』, 新潮社. ISBN 9784103037316